# Cudaczek strumieniowy
Cudaczek strumieniowy (Pseudogastromyzon cheni) – gatunek ryby z rodziny przylgowatych (Balitoridae). 
Gatunek ten opisał naukowo chiński badacz Y.-S. Liang w 1942 roku. Autor w tej samej publikacji opisał też pokrewny, podobny gatunek Pseudogastromyzon changtingensis. Nazwa Pseudogastromyzon jest połączeniem zbitki greckich słów: pseudo = fałszywy, nieprawdziwy, gaster = żołądek, myzon od myzo = ssać.
Endemit Chin. Zasiedla rzeki, strumienie i zwłaszcza wartko płynące, gatunek typowo górski. W swym naturalnym środowisku jest łapany i sprzedawany do sklepów zoologicznych jako mała, spokojna ryba do akwariów. Jeśli zapewni mu się dobre warunki w akwarium, gatunek nie jest wymagający, może nawet regularnie się rozmnażać.
Gatunek bardzo podobny do pokrewnego gatunku P. myersi. Cechą, która może odróżnić te oba gatunki, jest odległość między płetwą piersiową a brzuszną oraz między płetwą brzuszną i odbytową.
Pyszczek jest zaokrąglony, a ciało zwęża się od płetw piersiowych do ogona. Brzuch jest silnie spłaszczony. Samce mają małe wyrostki (bokobrody) na pyszczku. Barwa podstawowa grzbietu to blada zieleń z ciemnymi plamami.
Gatunek odżywia się wyłącznie glonami zeskrobywanymi ze skał. W akwarium zaobserwowano rozród tego gatunku: samiec buduje jamę pod kamieniem i zachęca samicę do tarła. Wykonuje przy tym taniec godowy, polegający na prezentowaniu płetw.
Gatunek nie znajduje się na liście IUCN (według FishBase jest „niepoddany ocenie” – NE).